# Appenzeller Streichmusik
Appenzeller Streichmusik hat eine jahrhundertealte Tradition und ist ein musikalisches Spiegelbild dieser Region und damit ein Identitätsmerkmal von Land und Leuten des Appenzellerlandes. Der Bekanntheitsgrad reicht weit über die Landesgrenzen hinaus. Dies verdankt sie nicht zuletzt der Freude am mehrstimmigen Gesang der Appenzeller Musikanten, der nicht selten während des Musizierens erklingt. Appenzeller Streichmusik ist keine Ländlermusik, da sie noch heute zu grossen Teilen auf der Musik des 19. Jahrhunderts beruht. Die Streichinstrumente wurden im Appenzellerland nicht verdrängt und werden dort noch heute sehr häufig gelehrt und gespielt. Eine „Original Appenzeller Streichmusik“ besteht aus zwei Violinen, Hackbrett, Cello und Kontrabass.

## Geschichte
Die Anfänge reichen zurück ins 13. Jahrhundert. Heinrich von Sax, Burgherr auf Burg Clanx um 1270, darf als der älteste Sänger und Musikant des Appenzellerlandes angesehen werden. Die Manessische Liederhandschrift überliefert uns 5 seiner Lieder, überdies eine ganzseitige Miniatur (um 1320). Bereits 1570 werden Saiteninstrumente genannt, mit denen zum Tanz aufgespielt wurde; es darf angenommen werden, dass schon damals neben der Geige auch das Hackbrett zum Einsatz kam. Die älteste Aufzeichnung eines Kuhreihens findet sich – zu einer kunstvollen Bicinie verarbeitet – bei Georg Rhaw, 1545. Bei diesem Beispiel dürfte es sich um eine instrumentale Version handeln. «Appenzeller tantz, ich staig uff einem fygen baum, wolt». Er findet sich in einer Handschrift aus dem Jahre 1563. Zwei Sammlungen, die erst kürzlich entdeckt und bearbeitet wurden, bringen Licht in die musikalische Zeit des 18. Jahrhunderts: Liederbüchlein der Maria Josepha Barbara Brogerin, Appenzell, 1730. Die Sammlung enthält Lieder aus allen Bereichen: religiöse und weltliche Lieder, Totentanz und Kuhreihen. Die älteste Sammlung mit Tänzen aus dem Appenzellerland dürfte ebenfalls noch ins 18. Jahrhundert zurückreichen. Und immer wieder mussten die Behörden einschreiten (d. h., es wurden Bussen verteilt): «1736, den 6.tg May der ufmachen lasst umb 20 thlr und Tanzende 10 thlr; der spilmann so er frömd zum landt aus, so er aber ein landtmann 3 thl [täg] in die schlimste gfangenschaft.» Auch die Alpstubeten wurden mehrmals verboten. Zu Beginn des 19. Jahrhunderts traten verschiedene Generationen der Familienmusik Broger, Gonten in Erscheinung. Aus ihren Kreisen bildete sich auch die bekannte Sängergruppe der «Böhlmeedle», auch Gontner-Sängerinnen genannt. Erst kürzlich ist ihr vielfältiges Gesangsrepertoire zum Vorschein gekommen.
Die bekannteste Darstellung einer Zweierformation ist die „Alpstubete auf Soll, Gemälde v. Emil Rittmeyer, 1865“. Um etwa 1800 dürfte aber bereits die Dreierformation mit Geige, Hackbrett und Bass/Bassett üblich gewesen sein. Heute noch wird eine Besetzung mit diesen drei Instrumenten bezeichnet mit «altfrentsch uufgmacht» (auf alte Art und Weise gespielt). Das Aufspielen mit der Handorgel ist im Appenzellerland bereits seit etwa 1850 belegt. Später kam auch das Schwyzerörgeli dazu, das auch heute noch bei vielen – besonders Jungmusikanten – beliebt ist. Der Einbezug des Klaviers als Begleitinstrument war und ist immer dann aktuell, wenn dieses Instrument in Tanzsälen und Wirtschaften zur Verfügung steht. Wenige Belege sind vorhanden, dass auch die Gitarre als Begleitinstrument in der Tanzmusik eingesetzt wurde; hingegen zur Liedbegleitung war sie, wie auch die Akkordzither, im 19. Jahrhundert und bis etwa 1920 recht verbreitet.
Nach 1860 werden oft Auftritte des Quartetts Appenzell erwähnt, ab etwa 1892 bis 1895 bildete sich das Streich-Quintett Appenzell, seither bezeichnet man diese Quintettformation als «Original Appenzeller Streichmusik» in der Besetzung mit zwei Geigen, Hackbrett, Cello und Streichbass. Die Massstäbe, die damals im volksmusikalischen Bereich gesetzt wurden, haben heute noch Gültigkeit. Ihr Repertoire wird von vielen Musikanten immer noch gespielt und gepflegt. Auch in Appenzell Ausserrhoden wurde die Streichmusik seit Ende des 19. Jahrhunderts gepflegt. Im Vordergrund steht eindeutig die Dynastie der Streichmusik Alder, die im Jahre 2009 ihr 125-jähriges Bestehen feiern konnten. Angefangen hat es 1884 mit der «Urnäscher Streichmusik», unterdessen spielt die «Aldere» bereits in der fünften Generation. Bekannt wurde die Formation vor allem durch Ulrich Alder (1922–2014), der zusammen mit seinem ältesten Sohn Hansueli sowie Emil Zimmermann, Erwin und Arthur Alder die vierte Generation bildete, überall in der Welt herumkam und damit zu einem Botschafter für die Appenzeller Volksmusikkultur und das gesamte Appenzellerland wurde.

## Verbreitung
Aber auch im Appenzeller Vorderland blühte die Streichmusik richtig auf: Aus Wolfhalden, Rehetobel, Reute, Oberegg und Walzenhausen sind in den Jahren um 1900 mehrere Musikgruppen bekannt. Eine dieser Formationen hat sich bis heute gehalten; es ist die Appenzeller Streichmusik Schmid (Walzenhausen), die unterdessen in der 5. Generation aufspielt. Eine wichtige Rolle spielt auch Emil Walser (1909–1972), der im 1913 gegründeten „Edelweiss Trogen“ Geige spielte und stets die besten Musikanten (aus Inner- und Ausserrhoden) mit dabei hatte. Im Jahre 1986 ging der Name «Streichmusik Edelweiss» von Trogen nach Herisau und trat an die Stelle der ehemaligen Familienkapelle Düsel. 

Original Appenzeller Streichmusik Hürlemann 1975 beim Folkfestival Lenzburg

Im Appenzeller Mittel- und Hinterland pflegten nach 1920 u. a. die folgenden Formationen die Streichmusik und verhalfen ihr zu einer wahren Blüte: Streichmusik Fürstenauer, Gais; Streichmusik Alpeglöggli, Herisau; Echo vom Säntis (Herisau-Urnäsch-Hundwil); Streich- und Jodlerquartett «d’Appezeller»; Appenzeller Hackbrett- und Ländlerkapelle Jakob Alder, Hundwil/Herisau; Streich- und Jodelsextett «Alpeglöggli», Wilen-Herisau; Streichmusik Schwellbrunn, Streichmusik Hürlemann, Urnäsch; Streichmusik Bänziger, Herisau. Detailangaben zu all diesen und weiteren Formationen aus Appenzell Ausser- und Innerrhoden sind in den Datenbanken des Zentrums für Appenzellische Volksmusik festgehalten; dazu verfügt es über umfangreiches Bild- und Notenmaterial.

## Verwandtes
Der Appenzeller Streichmusik verwandte Musikformationen sind Blasmusik, Improvisation (Stegreif genannt), Alphorn, Jodeln, Rugguusseli, Zäuerli, Ratzliedli, Betruf, Schölleschötte und Talerschwingen.